# 猿橋村
猿橋村（さるはしむら）は、かつて新潟県北蒲原郡にあった村。

## 沿革
- 1889年（明治22年）4月1日 - 町村制施行に伴い北蒲原郡猿橋村、船入新田、中曽根村、奥山新保村、富塚村、弓越村が合併し、猿橋村が発足。
- 1943年（昭和18年）5月10日 - 北蒲原郡新発田町に編入され消滅[1]。

## 交通

### 鉄道路線
現在は旧村域に東日本旅客鉄道（JR東日本）白新線西新発田駅が設置されているが、当時は未開通。